# Pierce 1883
Pierce SA ist ein Schweizer Uhrenhersteller, der sich auf die Fertigung von mechanischen Chronographen und Vollkalender-Uhren spezialisiert hat. Die Firma wurde 1883 unter dem Namen Manufacture des Montres & Chronographes Pierce S.A. von Léon Lévy und seinen Brüdern in Biel in der Schweiz, einem der bedeutenden Orte der Uhrmachergeschichte, gegründet.

## Umfeld der Firma
In Biel waren die Uhrmacher unter ihresgleichen, denn mehr als 1700 Uhrmacher liessen sich bis 1859 dort nieder. Uhrmacher erlebten aufgrund ihres Standes mit ihren Familien Vergünstigungen wie freie Aufnahme und Erlass des Einsassengeldes. Um 1910 beschäftigte die Firma bereits 1500 Mitarbeiter – als zur gleichen Zeit circa 24.000 Einwohner in Biel lebten.
Die Marken Eclipse, Darius, Rocail, Admirable, Tibet, Pierce, LLF und Correctomatic gehörten zur Firma.

## Technische Erfindungen und Neuerungen der Firma
Chronographen stellten in dieser Zeit noch keine verbreitete Uhrengattung dar. Wasserdichte Uhrengehäuse, automatische Uhrwerke, all das waren noch keine Selbstverständlichkeiten. Ab den frühen 1920ern begann die Bieler Firma ihre eigenen Rohwerke zu entwickeln und stoppte das Modifizieren von Basiskalibern. Hierzu gehörten unter anderem die 13-linigen Chronographenkaliber 130 und 134 mit Schaltrad und vertikaler Reibungskupplung. Diese Modelle wurden mit einem oder zwei Kronendrückern produziert. Heute gehören diese zu hochpreisigen Sammleruhren.
Die Armbanduhren mit Pierce-Automatikwerk gehören mit zu den weltweit ersten im täglichen Gebrauch funktionierenden Automatikwerken für Armbanduhren überhaupt. Hierbei handelt es sich um eine einzigartige Entwicklung, deren Funktion dadurch gewährleistet war, dass das „12,5-Linien“-Automatikwerk mit zwei Stangen ausgestattet war, an denen ein Rüttelgewicht auf- und abglitt, das einseitig über eine „Zahlstange“ aufzog. Pierce gelang es ausserdem als erstem Hersteller, bereits in den 1940er Jahren in der Schweiz seine Chronographenkaliber zertifizieren zu lassen. In der grossen Gruppe interessanter Sammleruhren aus dem Hause Pierce ist außerdem der Armbandwecker Duofon mit zwei Lautstärken für das Läutwerk vertreten. Ein Ton war stark und laut ausgeführt, der andere sehr dezent. Ein kleines Fenster im Zifferblatt gab darüber Auskunft, welcher Ton aktuell gewählt war. Zu den weiteren Meilensteinen zählt zudem die „Correctomatic“ aus dem Jahr 1959. Dies war eine innovative Uhr, bei der die Gangkorrektur von aussen per Drücker vorgenommen werden kann, ohne das Gehäuse öffnen zu müssen.